# Barrabás
I Barrabás sono un gruppo musicale spagnolo, attivo dal 1971. 

## Storia
Nel 1971 Fernando Arbex e Iñaky Egaña fondano il gruppo, un progetto musicale che contamina le tonalità latine con il funk. 
Il loro primo lavoro, Wild Safari, entra fin da subito nella Top 10 nazionale. All'interno dell'album è presente il singolo omonimo, canzone diventata, in seguito, famosa per essere stata utilizzata in un episodio di Vinyl.
Il terzo disco, ¡Soltad a Barrabás!, ottiene un buon successo commerciale grazie al brano Hi-Jack, hit presente nella classifica Billboard settimanale. Herbie Mann, l'anno successivo, ne ha realizzato una cover.
Heart of the City è il primo album a raggiungere la Billboard 200, alla posizione numero 149.
Barrabás, uscito nel 1977, eguaglia i successi commerciali precedenti. È considerato dalla critica uno dei migliori dischi. Annovera la collaborazione di Michael Brecker.
Alla fine degli anni Settanta, la formazione originale si scioglie. Arbex, tuttavia, nel 1980 rifonda il progetto con nuovi membri. Il gruppo si allontana definitivamente dal genere rock per addentrarsi più nel campo della disco music. 
Ufficialmente, la band è ancora attiva, nonostante sia Arbex che Duarte siano deceduti.

## Formazione
- Fernando Arbex (1971-1999) - produzione
- Iñaki Egaña - basso, batteria, voci (1971–72, 1983–1999)
- Ernesto "Tito" Duarte (1946–2003) – sassofono, batteria, percussioni (1971–77, 1980–1999)
- Ricky Morales - chitarra, voci (1971–77)
- Miguel Morales - chitarra, voci (1971–77, 1983–1999)

## Discografia
- Wild Safari (1972)
- Power (1973)
- ¡Soltad a Barrabás! (1974)
- Heart of the City (1975)
- Watch Out (1975)
- Barrabás (1977)
- Piel de Barrabás (1981)
- Bestial (1982)
- Prohibido (1983)